# بازيار (مقاطعة فسا)
بازيار (بالإنجليزية: Tolombeh-ye Baziar)‏ هي منطقة سكنية تقع في فارس في إيران.